# Puntate de La storia di Lisey
La prima e unica stagione della miniserie televisiva La storia di Lisey (Lisey’s Story), composta da otto episodi, è stata distribuita dal 4 giugno al 16 luglio 2021 sulla piattaforma di video on demand Apple TV+, in tutti i paesi in cui il servizio è disponibile.
| nº | Titolo originale       | Titolo italiano         | Pubblicazione  |
| -- | ---------------------- | ----------------------- | -------------- |
| 1  | Bool Hunt              | Caccia al bool          | 4 giugno 2021  |
| 2  | Blood Bool             | Bool di sangue          | 4 giugno 2021  |
| 3  | Under the Yum-Yum Tree | Sotto l'albero gam-gnam | 11 giugno 2021 |
| 4  | Jim Dandy              | Jim Dandy               | 18 giugno 2021 |
| 5  | The Good Brother       | Il fratello buono       | 25 giugno 2021 |
| 6  | Now You Must Be Still  | Devi fare silenzio      | 2 luglio 2021  |
| 7  | No Light, No Spark     | No fiamme, no scintille | 9 luglio 2021  |
| 8  | Lisey's Story          | La storia di Lisey      | 16 luglio 2021 |

## Caccia al bool
- Titolo originale: Bool Hunt
- Diretto da: Pablo Larraín
- Scritto da: Stephen King

### Trama
- Durata: 51 minuti

## Bool di sangue
- Titolo originale: Blood Bool
- Diretto da: Pablo Larraín
- Scritto da: Stephen King

### Trama
- Durata: 54 minuti

## Sotto l'albero gam-gnam
- Titolo originale: Under the Yum-Yum Tree
- Diretto da: Pablo Larraín
- Scritto da: Stephen King

### Trama
- Durata: 53 minuti

## Jim Dandy
- Titolo originale: Jim Dandy
- Diretto da: Pablo Larraín
- Scritto da: Stephen King

### Trama
- Durata: 52 minuti

## Il fratello buono
- Titolo originale: The Good Brother
- Diretto da: Pablo Larraín
- Scritto da: Stephen King

### Trama
- Durata: 49 minuti

## No fiamme, no scintille
- Titolo originale: No Light, No Spark
- Diretto da: Pablo Larraín
- Scritto da: Stephen King

### Trama
- Durata: 48 minuti

## Luce fantasma
- Titolo originale: Ghost Light
- Diretto da: Pablo Larraín
- Scritto da: Stephen King

### Trama
- Durata: 50 minuti

## La storia di Lisey
- Titolo originale: Lisey's Story
- Diretto da: Pablo Larraín
- Scritto da: Stephen King

### Trama
- Durata: 58 minuti